# Liste des unités de forces spéciales
Pour un article plus général, voir Forces spéciales.
 (août 2017).
 (octobre 2016).
Cette liste des unités de forces spéciales recense les unités de forces spéciales par pays.
Le terme de « forces spéciales » (FS) ou Special Forces (SF), selon la définition de l'OTAN, s’applique uniquement aux unités spécifiquement formées, instruites et entraînées pour mener un éventail de missions particulières, allant des opérations spéciales dans le cadre d’un conflit classique à celles relevant de la guerre non conventionnelle.
Sont listées ici des unités d'élite de police correspondant au Special Weapons And Tactics.
Note : les noms d'unités étrangères (noms étrangers d’organismes, d’entreprises, d’institutions, d’établissements, de bâtiments, de groupes, de manifestations, etc.), sont toujours écrits en caractères ordinaires (en romain) et non en italique.
- Haut – A
- B
- C
- D
- E
- F
- G
- H
- I
- J
- K
- L
- M
- N
- O
- P
- Q
- R
- S
- T
- U
- V
- W
- X
- Y
- Z

## A

### Abou Dabi
- Emirate of Abu Dhabi Police Spéciale Unit. Emirate of Abu Dhabi Police Traffic.

### Afghanistan
- Afghan National Army Special Forces Command (ANASOC), Commandement des forces spéciales de l'Armée nationale afghane
  - National Mission Brigade (NMB)[9]
    - 6th Special Operations Battalion (SOK)
    - Ktah Khas Battalion (AKA: Afghan Partner Unit, APU)
    - 2 x Special Forces Battalion

  - Corps des commandos de l'Armée nationale afghane
    - 1st, 2nd, 3rd et 4th Commando Brigade
    - Military Intelligence Battalion[13]
    - National Strategic Reserve Operations Battalion[14]

### Afrique du Sud
- Armée
  - Special Forces Brigade (SFB), appelé communément « Recces » une abréviation pour « Reconnaissance Commandos ».
- Police
  - Special Task Force (STF)

### Albanie
- Armée
  - Naval Commandos
  - Commando Brigade - Comando Regiment, Zall Herr
  - 4 x Commando Battalions
  - Special Operations Battalion, Farke
  - Commando Troop School
- Police
  - Reparti i Eleminimit dhe Neutralizimit te Elementit te Armatosur (RENEA, appelée auparavant Unit 88)
  - Reparti i Operacioneve Speciale (ROS appelée auparavant unité 77)
  - Shqiponjat (« les aigles »)
  - Forzat e Nderhyrjes se Shpejte (FNSH)
  - Garda Kombetare - National Guards
  - Batalioni Special Commando
  - Regiment Commando
  - Republican Guard Operative Company
  - Reparti Special i Farkes
  - Port Authority Security Force

### Algérie
Lire l'article sur les forces spéciales algériennes.
- Forces terrestres algériennes (CFT)
  - 104e régiment de manœuvres opérationnelles (104e RMO)
  - 116e régiment de manœuvres opérationnelles (116e RMO)
  - 25e régiment de reconnaissance (25e RR)
- Forces navales algériennes (CFN)
  - Régiment d'action spéciale de la marine (RASM)
- Forces aériennes algériennes (CFA)
  - 772e régiment de fusiliers commandos de l'air (772e RFCA)
- Garde républicaine (GR)
  - Régiment spécial d'intervention (RSI)
- Gendarmerie nationale algérienne (GN)
  - Détachement spécial d'intervention (DSI)
- Direction générale de la Sûreté nationale (DGSN)  
  - Groupement des opérations spéciales de la police (GOSP)

### Allemagne
- Bundeswehr
  - Kommando Spezialkräfte (KSK)
  - Spezialisierte Einsatzkräfte Marine (KSK M)
- Police
  - GSG 9 der Bundespolizei (GSG 9, fédéral)
  - Spezialeinsatzkommandos (SEK, dans les 16 Länder)
  - Mobile Einsatzkommandos (MEK, dans les 16 Länder et au Bundeskriminalamt)
  - Zentrale Unterstützungsgruppe Zoll (ZUZ, groupe d'intervention des douanes)

### Angola
- 16 Special Force Brigade
- Airborne Bataillon
- Special Forces Bataillon
- Special Operation Group
- Infantry Marines Bataillon
- Support Bataillon
- Artillery Battailon
- Forces Special Direction
- Rapid Reaction Police

### Arabie saoudite
- Force spéciale d'urgence
- Saudi Lightning Force

### Argentine
- Armée
  - Agrupación de fuerzas de operaciones especiales
    - Regimiento de Asalto Aéreo 601
    - 601 Assault Helicopter Battalion
    - Compañía de Comandos 601
    - Compañía de Comandos 602
    - Force de déploiement rapide (FDR)

  - 8e compagnie de chasseurs de montagne

- Marine
  - Groupement de plongeurs tactiques (APBT)
  - Groupement de commandos amphibies (APCA)

- Force aérienne
  - Special Operations Group (GOE)

- Forces de l’ordre
  - Federal Special Operations Group (GEOF)
  - Brigade d'opérations spéciales Faucon (BEOH)
  - Groupe Albatros
  - Groupe Scorpion

### Australie
- Special Operations Command (SOCOMD)
  - Special Air Service Regiment (SASR)
    - Tactical Assault Group (West) [TAG(W)]

  - 2nd Commando Regiment
    - Tactical Assault Group (East) [TAG(E)]

  - 1st Commando Regiment (unité de réserve)
  - Incident Response Regiment
  - 6th Aviation Regiment
    - 171st Aviation Squadron (S70A Blackhawk)
    - 173rd Aviation Squadron (Bell Kiowa)
- Marine
  - Clearance Diving Team (CDT)

### Autriche
- GendarmerieEinsatzkommando Cobra (GEK Cobra)
- Jagdkommando

## B
- Haut – A
- B
- C
- D
- E
- F
- G
- H
- I
- J
- K
- L
- M
- N
- O
- P
- Q
- R
- S
- T
- U
- V
- W
- X
- Y
- Z

### Bahamas
- Forces Speciales civiles
- Buro de Operaciones Especiales de la Policia de Nassau

### Bahreïn
- U-Group of the Public Security Force has provided counterterrorist

### Bangladesh
- Army Commandos
- Para-Commandos
- Presidential Guard Regiment
- Rapide Action battalion (RAB)
- Special Security Forces

### Belgique
- Composante terre
  - Special Operations Component Command, commandement conjoint des FS de la Belgique, des Pays-Bas et du Danemark
  - Special Operations Regiment à Heverlee
    - QG et compagnie de commandement, portant les traditions du 4e bataillon commando
    - 2e bataillon de commandos à Flawinne
    - 3e bataillon parachutiste à Tielen
    - Special Forces Group (SF Gp) à Heverlee
    - 6th Group Communication and Information Systems (6th Group CIS (en)) à Peutie
    - Centre d'entrainement de parachutisme à la base aérienne de Schaffen
    - Centre d'entrainement commando à Marche-les-Dames
- Police fédérale
  - Direction des Unités spéciales (DSU)[2]
- Police locale : unités d'assistance spéciale[3]
  - Peloton anti-banditisme (PAB), zone de police de Liège
  - Brigade anti-agressions Bruxelles (BAA-AOB), zone de police de Bruxelles-Capitale–Ixelles[4]
  - Unité d’assistance spécialisée (SRU-SAU), zone de police Midi
  - Unité d'appui spécialisé (UAS), zone de police de La Louvière
  - Groupe d'appui spécialisé proactif (GASP), zone de police de Mons–Quévy[5],[6]
  - Groupe spécial d'appui (GSA), zone de police de Charleroi
  - Groupe d'interventions spéciales (GIS), zone de police de Namur[7]
  - UAS Groupe Delta, zone de police boraine[8]
  - SAU Team Falcon, zone de police 'Zennevallei'
  - SAU Tactische interventiegroep (SAU-TIG), unité partagée des zones de police Kanton Borgloon, Heusden-Zolder, Tongeren–Herstappe, Limburg Regio Hoofdstad et Sint-Truiden–Gingelom–Nieuwerkerken
  - Tactisch Respons Team (TARES), zone de police 'VLAS'[9]
  - Community oriented policing support (COPS), zone de police de Gand[10]
  - Arrestatie Eenheid (AE), zone de police d'Anvers[10]
  - Ondersteuningscapaciteit voor Risicovolle en Complexe Operaties (ORCO), zone de police d'Alost[10]
  - Cel Ondersteuning Bescherming Reactie en Arrestatie (COBRA), zone de police de Bruges[10]

### Biélorussie
- 5th Spetsnaz brigade, Marina-Gora
- Almaz

### Birmanie
- Special Force bataillon
- Bureau of Special Operations (BSO)
  - 1st BSO, Taungyi
  - 2nd BSO, Mandaly
  - 3rd BSO, Pegu
  - 4th BSO, Pathein
  - 5th BSO???
- Infantry Marines
- Special Police Information Forces

### Bolivie
- Polivalente

### Bosnie-Herzégovine
- Crni Labudovi
- Zelene Beretke
- Ministry of National Defence
- Land Force
- Crni Labudovi
- Kateebat al-Mujahideen
- Gaz'ia Unit
- 501th, 503rd, 505th Mountain Brigade
- 511th Light Brigade  « Apaci »
- Rapid Reaction Brigade HQ Butile
  - Mechanized Battalion HQ Jajce
  - Ranger Battalion HQ Butile
  - Artillery Battalion HQ Kiseljak
  - Recce Company (Buitile)
- Ministry of the Interior
- MOS (Muslimanske Oruzane Snage)
- Special Police Unit « Seve »

### Botswana
- SSG

### Brésil
- 1º Batalhão de Forças Especiais
- 1º Batalhão de Ações de Comandos
- BOPE
- Brigada de Operações Especiais
- Centro de Instrução de Operações Especiais
- Commando de Operações Táticas
- COMANF
- Coordenadoria de Recursos Especiais (CORE)
- Força de Ação Rápida
- GERR
- Grupo de Operações Especiais (GOE)
- GRUMEC
- Grupo de Ações Táticas Especiais
- PARA-SAR
- PELOPES
- Projeto Talon

### Brunei
- Rejimen Pasukan Khas (Special Force Regiment)

### Bulgarie
- Army Special Operations Command
  - 68th Special Operations Brigade - 68ма Бригада за специални операции - Based in Plovdiv, formerly 68th Paratrooper Regiment, based on the concept of the 45th Force Recon Regimant of the Russian VDV. Now transformed in lines with NATO Special Forces requirements, being sertified for quick reaction duties
    - ALFA Company - NATO Rapid Reaction Force of 68th Brigade operators

  - 1st Para-Recon Regiment - 1ви Парашутно-разузнавателен полк - based in Sliven, being disbanded and soldiers absorbed into 68th SO Brigade
  - 34th Battalion for Psychological Warfare - 34ти Батальон за психологически операции - Sofia
- Army Operational Command
  - 101st Mountain Brigade - 101ва Планинска бригада - being transformed into an alpine warfare battalion and put under 68th Special Operations Brigade
- Force aérienne
  - (Combat) Search and Rescue Unit - Отряд за търсене и спасяване - based at Krumovo AB, made up of former 68th SO Brigade operatives
- Marine
  - Navy Combat Divers (Black Sea Sharks) - Морски разузнавателно-диверсионен отряд - équivalent bulgare des SEAL
  - Naval specialized research and analysis division (disbanded 2005)
- ministère de l'Intérieur
  - Special Counter-Terror Force - Специализиран Отряд за Борба с Тероризма(« The Barrets »)
  - Counter-Terrorist Squads

### Burkina Faso
- Armée de terre
  - 1re compagnie des forces spéciales basée au sein du 25e régiment de parachutistes commando sis au camp Ouezzin Coulibaly de Bobo Dioulasso
  - Les Forces Spéciales (FS) créé par décret présidentiel en 2021 basé à kamboisin.
- Police
  - Unité d'intervention polyvalente de la police nationale (UIP-PN) chargée de la lutte contre le terrorisme et les prises d'otages. Intervient prioritairement en milieu urbain.
- Gendarmerie
  - Unité spéciale d’intervention de la gendarmerie nationale (USIGN) chargée de la lutte contre le terrorisme, la grande criminalité et les prises d'otages. Intervient prioritairement en milieu rural.
  - Groupement de Sécurité et d'Intervention de la Gendarmerie Nationale (GSIGN)
  - Groupement d'Action Rapide de Surveillance et d'intervention (GARSI)

## C
- Haut – A
- B
- C
- D
- E
- F
- G
- H
- I
- J
- K
- L
- M
- N
- O
- P
- Q
- R
- S
- T
- U
- V
- W
- X
- Y
- Z

### Cameroun
- Gendarmerie Nationale
  - Groupement Polyvalent d'Intervention Gendarmerie Nationale (GPIGN)

- Unités de forces spéciales
  - Garde présidentielle (GP)
    - Compagnie Anti-terroriste (CAT)

- - Bataillon d'intervention rapide (BIR)
    - Centre anti-terroriste (CAT/BIR)

- - Marine nationale
    - Compagnie des palmeurs de combat (COPALCO)

- Police nationale
  - Groupement Spécial d'Opération (GSO)

### Canada
- Forces canadiennes
  - Commandement des Forces d'opérations spéciales du Canada (COMFOSCAN) (en anglais : « Canadian Special Operations Forces Command » (CANSOFCOM))
    - Deuxième Force opérationnelle interarmées (FOI 2) (en anglais : « Joint Task Force 2 » (JTF 2))
    - Régiment d'opérations spéciales du Canada (ROSC) (en anglais : « Canadian Special Operations Regiment (CSOR) »)
    - 427e Escadron d'opérations spéciales d'aviation (427 EOSA) (en anglais : « 427 Special Operations Aviation Squadron » (427 SOAS))
    - Compagnie interarmées de défense nucléaire, biologique et chimique (CIDNBC) - Unité interarmées d'intervention du Canada (UIIC) (en anglais : « Canadian Joint Incident Response Unit » (CJIRU))
- Historique
  - Devil's Brigade (Seconde Guerre mondiale)
  - Régiment aéroporté du Canada (1968-1995)
- Gendarmerie royale du Canada
  - Groupe tactique d'intervention (en anglais : « Emergency Response Team » (ERT))
- Sûreté du Québec
  - Groupe tactique d'intervention (GTI)

### Chili
- Marine (Armada de Chile)
  - Groupement de plongeurs tactiques (COMBUTAC)
  - Amphibious Commandos Group (COMANDOS)
  - Agrupación de Comandos Infantería de Marina no 51 (Marines SOF unit)
  - Comando de Buzos Tacticos de la Armada (Navy SF commandoes)
- Armée (Ejercito de Chile)
  - 1st Parachute Battalion
  - 1st Commando Company « Iquique »
- Force aérienne (Fuerza Aerea de Chile - FACH)
  - Grupo de Fuerzas Especiales (Air Force SF/Commando unit)
  - Paracaidistas de Busqueda, Salvamento y Rescate (PARASAR - Air Force SAR unit)
  - Agrupación Antisecuestros Aéreos de la FACh - (ASA - Air Force anti-hijack unit)
- Police (Carabineros de Chile)
  - Unidad Anti-Terroristes (UAT) of the National Police Force « Cobra »
  - Grupo de Operaciones de Policia Especiales (GOPE) of the Carabineros
- Police Civile (Policia de Investigaciones de Chile)
  - Grupo de Operaciones Especiales de la Policia de Investigaciones de Chile (GRUPO ERTA)

### Chine
- Force terrestre de l'Armée populaire de libération
  - Forces d'opérations spéciales de l'Armée populaire de libération (en)
- Force aérienne
  - People's Liberation Army 15th Airborne Corps
- Marine de l'Armée populaire de libération
  - Corps des Marines de l’Armée populaire de libération chinoise
    - Forces d'opérations spéciales de l'Armée populaire de libération (en)
- Police
  - Police armée du peuple (CAPF)
  - Unité commando léopard des neiges (en) (SWCU)
  - Immediate Action Unit (IAU)
  - Provincial Special Police Groups (SPG)
  - Municipal Public Security Police Bureaus
    - Beijing SWAT (en)

### Colombie
- Armée
  - Brigada de Fuerzas Especiales (BRFER)
  - Batallones de Fuerzas Especiales (BAFER) No.1, 2, 2 y 4.
  - Comando de Operaciones Especiales del Ejercito (COESE)
  - Agrupación de Fuerzas Especiales Antiterroristas Urbanas (AFEAU)
  - Batallon de Comandos (BACOA)
  - Agrupacion de Lanceros (AGLAN)
  - Agrupacion de Fuerzas Especiales Antiterroritas Urbanas y Rurales (AFEUR)
- Force aérienne
  - Agrupación de Comandos Especiales Aereos (ACOEA)-Unidad para demostraciones unicamente.
- Marine
  - Grupo de Comandos Anfibios (GCA)

### République du Congo
- Armée de l'air du Congo Brazzaville

### Corée du Nord
- Light Infantry Training Guidance Bureau

### Corée du Sud
- Armée
  - Special Warfare Command  - 707th Special Mission Battalion
- Marine
  - ROK Naval Special Warfare Flotilla (UDT/SEAL)
- Force aérienne
  - 6th Combat Control Team/Combat Search And Rescue (CCT/CSAR) Squadron
  - SART
- Marine Corps
  - Force Reconnaissance
  - Special Guard Team (SGT)
- National Police
  - Special operation unit (SOU)
- Coast Guard
  - Sea Special Assault Team (SSAT)

### Costa Rica
- Unidad de Intervención Especial (UIE)

### Côte d'Ivoire
- Armée
  - 1er BCP (Bataillon des commandos parachutistes)
  - GFS (Groupement des forces spéciales)
- Armée de l'air
  - FUSCOA (Fusiliers commandos de l'Air)
- Gendarmerie
  - UIGN (Unité d'intervention de la Gendarmerie nationale)
  - CCDO (Centre de commandement des décisions opérationnelles)
  - PSIG
- Marine
  - Fumaco (Fusilier marin commando)
- Police
  - FRAP (Force de recherche et d’assaut de la police)
  - BRI PJ
- Douanes
  - USIR (Unité spéciale d'intervention rapide)

### Croatie
- Armée
  - Special operations battalion SOBn
  - 350. Recon Batallion
  - ATVP (anti-terrorist military police)
- Police
  - Unité anti-terroriste de Lučko

### Cuba
- Comando de Missiones Especiales (CME)
- BE PNR
- Airborne Brigade, La Havane
  - 2 × Commando Bataillons
  - Special Force Bataillon
- Infantry Marines
  - 2 × Assault battalions

### Chypre
- Special Force Command
  - 3 × Special Force Battalions - Greek Cypriot Commandos (unité type LRRP)
  - Amphibious Company - Greek Cypriot OYK (Commandos Marine - unité type SEAL)
  - Combat Diver Cell

## D
- Haut – A
- B
- C
- D
- E
- F
- G
- H
- I
- J
- K
- L
- M
- N
- O
- P
- Q
- R
- S
- T
- U
- V
- W
- X
- Y
- Z

### Danemark
- Danish Frogman Corps (« Frømandskorpset »)
- Danish Hunter Force (« Jægerkorpset »)
- Sleigh Patrol Sirius (« Slædepatruljen Sirius »)
- Danish National Guard special support and reconnaissance unit (« Hjemmeværnets Særlige Støtte og Rekognosceringsenhed »)
- The Police Task Force (da) (« Politiets aktionsstyrke »)

## E
- Haut – A
- B
- C
- D
- E
- F
- G
- H
- I
- J
- K
- L
- M
- N
- O
- P
- Q
- R
- S
- T
- U
- V
- W
- X
- Y
- Z

### Émirats arabes unis
- Commando Squadron
- Police Special Unit

### Équateur
- Grupo de Intervención y Rescate (GIR)

### Érythrée
- Eritrean Special Forces

### Espagne
- Armée de terre
  - Commandement des opérations spéciales (MOE)
- Armée de l'air
  - Escuadrón de Zapadores Paracaidistas (EZAPAC)
- Marine
  - Fuerza de Guerra Naval Especial (FGNE)
- Garde civile
  - Grupo de Acción Rápida (GAR)
- Police
  - Grupo Especial de Operaciones (GEO)

### Estonie
- Keskkriminaalpolitsei (KKP) eriüksus K-komando

### États-Unis
- United States Special Operations Command (USSOCOM)
  - Theater Special Operations Commands (TSOC)
    - Special Operations Command, Central (SOCCENT)
    - Special Operations Command, Europe (SOCEUR)
    - Special Operations Command, Pacific (SOCPAC)
    - Special Operations Command, Korea (SOCKOR)
    - Special Operations Command, South (SOCSOUTH)
    - Special Operations Command Africa (SOCAFRICA)

  - US Army Special Operations Command (USASOC)
  - Naval Special Warfare Command (NAVSPECWARCOM)
  - Air Force Special Operations Command (AFSOC)
  - US Marine Corps Forces Special Operations Command (MARSOC)
  - Joint Special Operations Command (JSOC)
- Federal Bureau of Investigation (FBI) : Hostage Rescue Team (HRT)
- US Marshals Service (USMS) : Special Operations Group (SOG)
- Drug Enforcement Administration (DEA) : Mobile Enforcement Teams (MET)
- Bureau of Alcohol, Tobbaco, Firearms and Explosives (BATFE) : Special Response Teams (SRT)
- Bureau fédéral des prisons (BOP) : Special Operations and Response Team (SORT)
- Département de l'Énergie (DOE) : Nuclear Emergency Support Team (NEST)
- Police : Special Weapons And Tactics
- Ancienne unité :
  - United States Marine Corps Amphibious Reconnaissance Battalion

### Éthiopie
- 205th Commando Brigade
- 206th Commando Brigade
- Agazi Commando Division

## F
- Haut – A
- B
- C
- D
- E
- F
- G
- H
- I
- J
- K
- L
- M
- N
- O
- P
- Q
- R
- S
- T
- U
- V
- W
- X
- Y
- Z

### Fidji
- Army First Meridian Squadron (CI) unit
- Police Tactical Response Unit

### Finlande
- Erillinen Pataljoona 4 (Continuation War)
- Karhu Ryhmä (« Bear Squad »)
- Border guard Readiness unit
- Utti Jäger Regiment (Régiment de Jägers d'Utti)
- Taistelusukeltajat (« Nageurs de combat »)

### France
- Commandement des opérations spéciales (COS)
  - Unités de l'Armée de terre :
    - Le commandement des forces spéciales terre (COM FST)
      - Le 1er régiment de parachutistes d'infanterie de marine (1er RPIMa)
      - Le 13e régiment de dragons parachutistes (13e RDP)
      - Le 4e régiment d'hélicoptères des forces spéciales (4e RHFS).

  - Unités de l'Armée de l'air
    - Les forces spéciales de l'Armée de l'air sont gérées par la brigade des forces spéciales air (BFSA)
      - L'escadre Force commando air
      - Le commando parachutiste de l'air n° 10 (CPA 10)
      - Le commando parachutiste de l'air n° 30 (CPA 30)
      - L'escadron d'hélicoptères 1/67 Pyrénées
      - L'escadron de transport 3/61 Poitou (ET 03.061)
        - VB-118 (1re escadrille, C-130H-30 Hercules)
        - VB-119 (2e escadrille, C-160R Transall).

  - Unités de la Marine nationale :
    - Les forces spéciales de la Marine sont composées des commandos marine comprenant 7 unités, appartenant à la force maritime des fusiliers marins et commandos (Forfusco)
      - Le commando Hubert
      - Le commando Trépel
      - Le commando Jaubert
      - Le commando de Penfentenyo
      - Le commando de Montfort
      - Le commando Kieffer
      - Le commando Ponchardier.

  - Unités de la Gendarmerie nationale :
    - Les forces spéciales de la Gendarmerie nationale sont exclusivement composées du Groupe d'intervention de la Gendarmerie nationale qui  dépend directement de la direction générale de la Gendarmerie Nationale et a comme référence de subdivision la Gendarmerie mobile. Le GIGN se compose de 3 forces principales qui sont :
      - La Force Intervention
      - La Force Sécurité Protection
      - La Force Observation Recherche
- Unités du Service Action de la Direction Générale de la Sécurité Extérieure (DGSE)
  - Le « 11e choc† » : le 11e bataillon parachutiste de choc (11e BPC) de 1946 à 1963 ; la 11e demi-brigade parachutiste de choc (11e DBPC) de 1955 à 1963 ; le 11e régiment parachutiste de choc (11e RPC) de 1985 à 1993, aujourd’hui dissout
  - Le centre d'instruction des réserves volontaires parachutistes (CIRVP), le centre parachutiste d'instruction spécialisée (CPIS) et le centre parachutiste d'entraînement spécialisé (CPES)
  - Le centre d'instruction des nageurs de combat (CINC) puis le centre parachutiste d'entraînement aux opérations maritimes (CPEOM)
  - Le Groupe aérien mixte 56 Vaucluse.

## G
- Haut – A
- B
- C
- D
- E
- F
- G
- H
- I
- J
- K
- L
- M
- N
- O
- P
- Q
- R
- S
- T
- U
- V
- W
- X
- Y
- Z

### Grèce
(décembre 2018).
Le contenu est difficilement compréhensible vu les erreurs de traduction, qui sont peut-être dues à l'utilisation d'un logiciel de traduction automatique.
- Armée[pas clair]
  - Eidiko Tmima Alexiptotiston (« Special Paratrooper Unit », ETA)
  - Z Moira Amfivion Katadromon (« Z Amphibious Raider Squadron », Z MAK)
  - 13th Dioikisi Eidikon Epichiriseon (« 13th Special Operations Command », 13η ΔΕΕ)
- Marine
  - Dioikisi Ypovrihion Katastrofon (« Underwater Demolitions Command », ΔΥΚ)
- Force aérienne
  - 31 Moira Eidikon Epiheiriseon (« 31st Special Operations Squadron », 31η MEE)
- Police
  - EKAM (« Special Anti-Terrorist Unit »)
- Garde-côte
  - OEA (« Special Operations Team »)

### Guatemala
- Kaibiles

## H
- Haut – A
- B
- C
- D
- E
- F
- G
- H
- I
- J
- K
- L
- M
- N
- O
- P
- Q
- R
- S
- T
- U
- V
- W
- X
- Y
- Z

### Honduras
- Batallon de Fuerzas Especiales
- TESON

### Hong Kong
- Police
  - Airport Security Unit (ASU)
  - Police Tactical Unit (PTU)
    - Special Duties Unit (SDU)
    - Quick Reaction Force (QRF)

  - Small Boat Unit (SBU)
  - VIP Protection Unit (VIPPU, appelé aussi « G4 »)

## I
- Haut – A
- B
- C
- D
- E
- F
- G
- H
- I
- J
- K
- L
- M
- N
- O
- P
- Q
- R
- S
- T
- U
- V
- W
- X
- Y
- Z

### Inde
- Armée
  - Para Commandos
  - Ghatak Force
- Marine
  - Marine Commando Force
- Force aérienne
  - Garud Commando Force
- Unités contre-terroristes
  - National Security Guards
- Autres unités
  - Special Frontier Force
  - Special Protection Group

### Indonésie
- Armée de terre / TNI AD
  - Kopassus (Komando Pasukan Khusus / Commandement des forces spéciales) armée de terre indonésienne
  - Tontaipur (Peloton Intai Tempur / Peloton de reconnaissance et de combat) Kostrad TNI AD
  - Batalyon Raiders (Raiders Battalions) TNI AD
- Marine / TNI AL
  - Kopaska (Komando Pasukan Katak / Commandement des nageurs de combat / UDTs) TNI AL
- Fusiliers marins / Korps Marinir TNI AL
  - Denjaka (Detasemen Jala Mengkara / Maritime Anti Terror) TNI AL
  - Taifib (Intai Amphibi / Reconnaissance amphibie) Korps Marinir TNI AL
- Force aérienne / TNI AU
  - Détachement Bravo (créé sur le modèle du British SAS) Kopaskhas TNI AU
- Police / POLRI
  - Brigade Mobil Police indonésienne
    - Détachement spécial 88 (lutte antiterroriste)

### Iran
- Armée
  - Takavar
- Corps des gardes de la Révolution
  - Force Qods

### Irlande
- Emergency Response Unit (ERU)
- Irish Army Rangers
  - Army Ranger Wing (ARW)

### Islande
- ministère des Affraires étrangères
  - Unité islandaise de réponse aux crises
- Police
  - Víkingasveitin (« Viking Squad » / « Special Operations Unit of the National Commissioner »)
- Garde-côte
  - « Ordinance disposal Unit » / « Frogman team »

### Israël
- Armée de défense d'Israël
  - Infantry Corps
    - Sayeret Haruv (part of brigade Kfir)
    - GADSAR Givaty (part of brigade Guivati)
    - GADSAR Golani (part of brigade Golani)
    - GADSAR NAHAL (part of brigade du Nahal)
    - GADSAR T'zanhanim (part of Paratroopers Brigade)

  - Armored Corps
    - PALSAR 7 (part of the 7th Brigade)
    - PALSAR 188 (part of 188 Brigade)
    - PALSAR 401 (part of 401 Brigade)

  - Field Intelligence Corps
    - Shahaf (part of Shahaf Battalion)
    - Nitzan (part of Nitzan Battalion)
    - Nesher (part of Nesher Battalion)

  - Engineering Corps
    - Sayeret Yahalom

  - Special Mission Units
    - Sayeret Matkal
    - Maglan Unit
    - Sayeret Duvdevan
    - Sayeret Rimon
    - Egoz Unit
    - Alpinistim
    - LOTAR Eilat
    - Unité Oketz
    - TIBAM Team
    - Urban Tactical Unit (YATA)
    - General Staff Security Unit
    - Sayeret Egoz

  - Force aérienne et spatiale israélienne
    - Shaldag Unit
    - Airborne Rescue & Evacuation Unit (Unit 669)
    - Airplanes Security Unit
    - YANMAM

  - Marine israélienne
    - Shayetet 13 (13th Flotilla)
    - YALTAM (Underwater Task Force)
    - YABAN

  - Disbanded Units
    - Unité 101
    - Sayeret Shimshon
    - Force 100
    - TAT'ZAM
- Unités civiles
  - Police
    - Gideonim
    - YAGAL
    - Public Transportation (Yoav, Horev, and Nit'zan)

  - Prison Service
    - Nachshon
    - Dror
    - Masada

  - Police aux frontières
    - Yamam
    - YAMAS
    - YAMAG
    - MATILAN

### Italie
- Carabinieri
  - Gruppo di intervento speciale (GIS)
- Armée
  - 9° reggimento d'assalto paracadutisti « Col Moschin » (9e régiment d'assaut parachutiste)
- Marine
  - Raggruppamento Subacquei ed Incursori « Teseo Tesei » (Groupement plongeurs et raiders COMSUBIN)
- Armée de l'air
  - 17º Stormo incursori
- Forces spéciales policières
- Polizia di Stato
  - Nucleo Operativo Centrale di Sicurezza (NOCS)
- Guardia di Finanza
  - AntiTerrorismo Pronto Impiego (AT-PI)

## J
- Haut – A
- B
- C
- D
- E
- F
- G
- H
- I
- J
- K
- L
- M
- N
- O
- P
- Q
- R
- S
- T
- U
- V
- W
- X
- Y
- Z

### Japon
- Force terrestre d'autodéfense japonaise
  - 1st Airborne Brigade
    - Guide Unit

  - Special Operations Group
  - Western Army Infantry Regiment
    - Ranger Platoon
- Force maritime d'autodéfense japonaise
  - Maritime Interception Team
  - Special Boarding Unit
- Police
  - Special Assault Team (SAT)

### Jordanie
- Royal Jordanian Special Operation Command (RJSOC)
  - 1st Special Forces Brigade
  - 71st Counter-Terrorist Battalion SOU-71 (includes specialist HRU)
  - 81st Ranger Battalion
  - 91st Airborne Battalion (this Battalion can be tasked for external use in support of Arab allies)
  - 101st Special Force Battalion
- Royal Jordanian Navy Frogman Team
- Royal Jordanian Navy Special Boat Unit
- Royal Jordanian Special Operations Aviation Squadron
  - Fixed Wing Element
  - Helicopter Element
  - Special Forces Element

## K
- Haut – A
- B
- C
- D
- E
- F
- G
- H
- I
- J
- K
- L
- M
- N
- O
- P
- Q
- R
- S
- T
- U
- V
- W
- X
- Y
- Z

### Kazakhstan
- Aristan
- Spetznaz Brigade

### Kenya
- Kenya Defence Forces
  - Special Operations Regiment (SOR)[11]
    - Special Forces (30S)
    - Rangers Strike Force (40RSF)

### Kirghizistan
- Kyrgyz Special Forces (Scorpion)

### Koweït
- 10th Commando Battalion
- 10th Al Tahrir Commando Battalion - Basé sur l'Ile Falayka et à Koweït IAP
- Special Force Battaillon
- Navy Fast Attack Unit
- Navy Combat Swimmer Unit
- Special Forces Counterterrorist Unit Police

## L
- Haut – A
- B
- C
- D
- E
- F
- G
- H
- I
- J
- K
- L
- M
- N
- O
- P
- Q
- R
- S
- T
- U
- V
- W
- X
- Y
- Z

### Lettonie
- OMEGA
- Speciālo uzdevumu vienība (SUV)

### Liban
- Commandement des opérations spéciales libanaises (en)
  - Régiment de contre-sabotage
- Forces armées libanaises
  - Régiment de commandos libanais (en)
- Forces navales libanaises
  - Commandos de la marine libanaise (ar)
- Forces aériennes libanaises
  - Régiment aéroporté
- Police
  - Forces de sécurité intérieure (Panthers)

### Lituanie
- Aras
- Aitvaras
- Pasienio SPB

### Luxembourg
- Compagnie de reconnaissance du Luxembourg
  - 2 Platoons recce
  - 1 Support Platoon
- USP (Unités spéciales de la police)

## M
- Haut – A
- B
- C
- D
- E
- F
- G
- H
- I
- J
- K
- L
- M
- N
- O
- P
- Q
- R
- S
- T
- U
- V
- W
- X
- Y
- Z

### Macao
- Macau Public Security Police Force
  - Unidade táctica de intervenção da polícia (Police Intervention Tactical Unit, UTIP, a.k.a. « Special Police »)
    - Grupo de Operações Especiais (Special Operation Group, GOE, a.k.a. « Macau's Flying Tigers »)
- Macau Judiciary Police

### Macédoine
- Skorpii (« Scorpions »)
- Volci (« Wolves »)
- Land Force
- Special Forces Command
  - 1st Guards Brigade
- National Police
- Special Unit « Scorpii »
- Border Brigade
- Special Tasks Unit « Volci »
- Polide Unit « Lions »
- Special Purpose Unit « Tigri »

### Malaisie
- Armée / ATM TD
  - 10 Paratrooper Brigade (Parachute Commando Forces)
  - Grup Gerak Khas (GGK, « Special Strike Group »)
    - 11th Rejimen Gerak Khas
    - 21st Commando Regiment
    - 22nd Commando Regiment
- Marine / ATM TLDM
  - PASKAL (Pasukan Khas Laut, « Special Maritime Unit »)
- Force aérienne / ATM TUDM
  - PASKAU (Pasukan Khas Udara, « Special Air Team »)
    - Pasukan Kawalan Medan (« Field Protection Team »)
    - Skuadron Penyelamat Tempur Udara (« Combat Air Rescue Squadron »)
    - Skuadron Sayap Tempur (« Tactical Assault Squadron »)
- Police / PDRM
  - Pasukan Gerakan Khas (Royal Malaysian Police Special Operations Force Counter Terrorism)
    - 69th Commando Battalion (Police Commandos, Paramilitary Police, Bomb Squad)
    - Special Actions Unit (Urban Tactics, CQB Teams, Mobile Squad)

  - Police Combat Diving Unit (Marine Police SWAT, Underwater Demolitions Team, Frogmen Squad)

### Malte
- Forces Armées
  - « C (Special Duties) Company »(Archive.org • Wikiwix • Archive.is • Google • Que faire ?) (consulté le 25 février 2014) (1st Regiment, Armed Forces)
  - « Rapid Deployment Team »(Archive.org • Wikiwix • Archive.is • Google • Que faire ?) (consulté le 25 février 2014) (2nd Regiment, Armed Forces)
- Police
  - Special Assignments Group

### Maroc
Les FSM sont composées des unités suivantes[réf. souhaitée]>:
- Armée de terre :
  - Trois unités Commando
    - Unité Cobra
    - Unité Aigle
    - Unité Tigre
- Marine royale :
  - 3 bataillons (Al hoceima/Dakhla/Laayoun) et un Escadron (Casablanca) plus 3 groupes d'intervention de la marine royale (el hoceima)
- Gendarmerie royale :
  - Groupe de Sécurité et d'intervention de la Gendarmerie Royale (GSIGR)
  - Escadron de Parachutiste de la Gendarmerie Royale

- Forces royales air :
  - Unité de Fusiliers de Commando de l'Air (FCA)

- Garde royale :
  - 1 Groupement de commando de la Garde Royale
- Sûreté nationale :
  - Brigade régionale d'intervention (BRI)
  - Brigade centrale d'intervention (BCI)

### Mauritanie
- 1er bataillon Commando Parachutiste

### Mexique
- Armée
  - Grupo Anfibio de Fuerzas Especiales (GANFE)
  - Grupo Aeromóvil de Fuerzas Especiales (GAFE)
  - Grupo Aeromóvil de Fuerzas Especiales del Alto Mando (Haut Commandement GAFE)
- Armée de terre
  - Brigada de Fusileros Paracaidistas (BFP)
- Marine
  - Fuerzas Especiales (FES)
  - Agencia Federale de Investigationes (AFI)
  - Escuadra Tàctica de Intervencion (ETI)
  - Grupo de Operaciones Especiales (GOPES)

### Moldavie
- Ministry Guard Battalion, Chisnau
- Reconnaissance Assault Battalion, Chisnau
- Spetnaz Battalion, Chisnau
- Brigada de Politie Fulger

### Monaco
- GPSI (Groupe de Protection de Surveillance et d'Intervention )
- Carabinier de Monaco

## N
- Haut – A
- B
- C
- D
- E
- F
- G
- H
- I
- J
- K
- L
- M
- N
- O
- P
- Q
- R
- S
- T
- U
- V
- W
- X
- Y
- Z

### Namibie
- Serious Crime Investigation Unit (SCIU)
- Special Branch

### Népal
- Special Forces Brigade, Kathmandu
  - Ranger Battalion [SF Companies may have been included]
- 1st Airborne Battalion, Kathmandu
  - 1st Special Forces Company, Kathmandu
  - 2nd Special Forces Company, Kathmandu
  - 1st Cavalry Squadron, Kathmandu
- Special Police Departement
- Special Police Task Police

### Nicaragua
- Armée
  - Special Forces Brigade, Sandino IAP, Managua
  - Prefectura de Unidades de Fuerzas Especiales (PUFE)
    - 3 × Para-Commando Bataillons

  - Naval Indepandent Infantry Company, Puerto de San Juan del Sur
- Police
  - Direccion de Operaciones Especiales de la Policia Nacional (DOE)

### Niger
- Armée
  - Deux compagnies parachutistes
  - Compagnie anti-terroriste

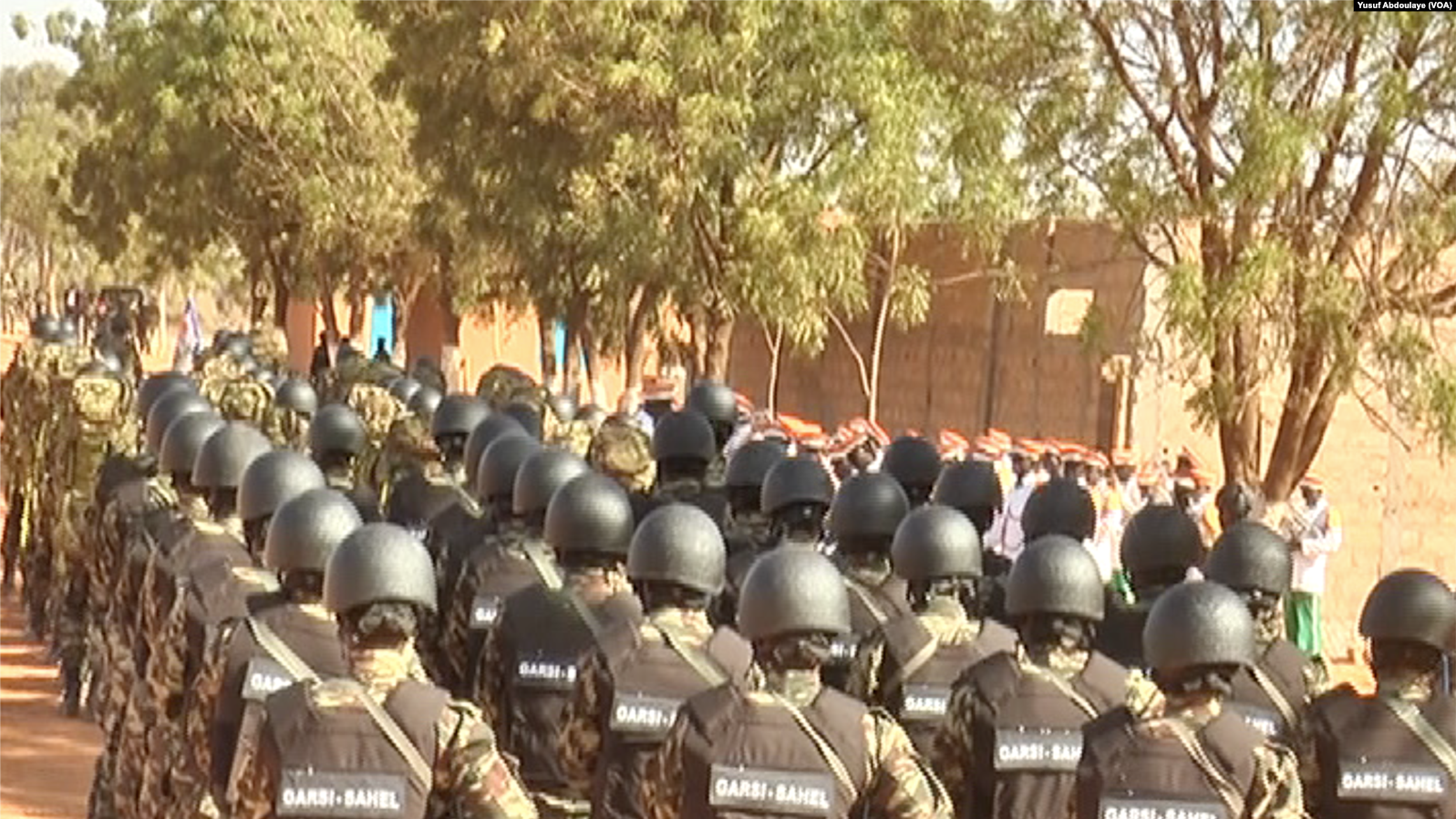
Gendarmes du GARSI en 2019.

  - Bataillon d'intervention et de commandement des operations speciales(BICOS)
  - Bataillon special de renseignement(BSR)
  - Trois bataillons speciaux d'intervention(BSI)
- Gendarmerie
  - Unité speciale d'intervention de la Gendarmerie nationale(USIGN) chargée de la lutte contre le terrorisme, la grande criminalité et les prises d'otages. Intervient prioritairement en milieu rural et Urbain.
  - Groupe d'action rapide, de surveillance et d'intervention (GARSI)

### Nigeria
- 1 amphibious brigade
- 1 airborne battalion
- Presidential Guard Brigade, Abuja [sécurité de la capitale]
  - 3 × Guards battalions (rotating)
  - 1 Reconnaissance battalion
- National Drug Law Enforcement Agency (NDLEA)
- Enforcement and Drug Department
- National Guard
- Department B Police

### Norvège
- Forsvarets spesialstyrker
  - Forsvarets spesialkommando (FSK)
  - Marinejegerkommandoen (MJK)
- Armée
  - Norwegian Army Special Forces (Hærens jegerkommando, HJK) (ancienne)
    - Norwegian Army Paratroopers (Fallskjermjegere)

  - Fjernoppklaring EBN
- Marine
  - Naval Ranger Branch (Marinens jegervåpen)
    - Norwegian Coastal Ranger Command (Kystjegerkommandoen, KJK)
    - Norwegian Mine Diver Command (Minedykkerkommandoen)
    - « Tactical Boat Squadron »
- Force aérienne
  - 720 Squadron
- Police (« Politi- og lensmannsetaten »)
  - Delta, (« Beredskapstroppen », qui se traduirait approximativement par « Brigade d'urgence »)

### Nouvelle-Zélande
- Special Air Service of New Zealand (NZSAS)
- Special Tactics Group (STG) - NZ Police

## O
- Haut – A
- B
- C
- D
- E
- F
- G
- H
- I
- J
- K
- L
- M
- N
- O
- P
- Q
- R
- S
- T
- U
- V
- W
- X
- Y
- Z

### Oman
- Royal Guard of Oman
  - Royal Guard of Oman Brigade
- 2 × Special Air Service Battalions
  - Firqat Force
  - Combat swimmer unit
- Special Security Police Division
- Mounted Police Division
- Police Coast Guard Division
- Special Task Force
- Special Branch

### Ouganda
- Armée
  - Military Anti-mine Warfare Forces
  - Military Special Forces
- Police
  - Special Forces Unit of police

## P
- Haut – A
- B
- C
- D
- E
- F
- G
- H
- I
- J
- K
- L
- M
- N
- O
- P
- Q
- R
- S
- T
- U
- V
- W
- X
- Y
- Z

### Pakistan
- Armée
  - Special Service Group
- Marine
  - Special Service Group Navy
- Force aérienne
  - Special Service Wing

### Palestine
- Al-quwat al-khassa

### Panama
- Comando Operacional de Fuerzas Especiales.
- Escuelas de Comando y Operaciones Especiales
- Unidad Especial de Seguridad AntiTerror (UESAT)
- Unidad de Comandos
- Grupo de Operaciones Espaciales
- Unidad de Operaciones Especiales los "Montaneros"
- Componia de Montana
- Peloton de Comandios de Marina
- Grupo de Operciones Especiales del Servicio Maritimo Nacional (GOE SMN)
- Departamento Nacional de Investigaciones (DENI)

### Papouasie-Nouvelle-Guinée
- Army Special Forces Unit

### Paraguay
- Servicio Nacional de Inteligencia
- Brigade Silvio Pettirossi
- Fuerzas de Operaciones de Policias Especiales (FOPE)
- Agrupacion de Seguridad de la Policia
- Groupe de Operaciones Especiales (GOE) de la Policia

### Pays-Bas
- Special Operations Component Command, commandement conjoint des FS de la Belgique, des Pays-Bas et du Danemark
- Armée
  - Korps Commandotroepen (en) (KCT)
- Marine
  - Netherlands Marine Corps (en)
    - Bijzondere Bijstands Eenheid

  - 7th Troop (Integrated with British SBS)
  - Mountain Leader Platoon (Integrated with British ML)
- Police militaire
  - Brigade Speciale Beveiligingsopdrachten
- ex-Indes orientales néerlandaises
  - Korps Speciale Troepen

### Pérou
- Armée de Terre
  - 1.ª Brigada de Fuerzas Especiales
  - 3.ª Brigada de Fuerzas Especiales
  - 6.ª Brigada de Fuerzas Especiales
  - Compañía Especial Contra Terrorista Pachacutec (CEP)
  - Batallón de Comandos N.º 116
  - Batallón de Comandos N.º 19
- Marine
  - Batallón de Comandos de la Infantería Marina (BACOM)
  - Fuerza de Operaciones Especiales (FOES)
  - Fuerza Delta
  - Unidad Especial de Combate (UEC)
  - Agrupamiento de Comandos Anfibios

- Armée de l'air
  - Defensa y Operaciones Especiales (DOE)
  - Grupo de Fuerzas Especiales (GRUFE)
  - 15.ª Unidad Táctica Condor (UTC)

- Police
  - Sub-Unidad de Acciones Tácticas (SUAT)
  - Dirección de Operaciones Especiales (DIROES)

### Philippines
- Light Reaction Battalion
- 1st Special Forces Regiment (Airborne) (SFR « A »)
- 1st Scout Ranger Regiment (FSRR)
- Philippine Marine Corps Force Recon Battalion
- Special Warfare Group
- 710th Special Operations Wing
- Special Action Force
- Special Reaction Unit
- Philippine National Police Aviation Security Command
- National Bureau of Investigation Anti-Terrorist Division
- Philippine Coast Guard Special Operations Group

### Pologne
- Armée
  - Forces spéciales polonaises
    - Dowództwo Wojsk Specjalnych
      - Jednostka Wojskowa Komandosów
      - Jednostka Wojskowa Grom
      - Jednostka Wojskowa Formoza
      - Jednostka Wojskowa Agat
      - Jednostka Wojskowa Nil
      - 7 Eskadra Działań Specjalnych de la Siły Powietrzne (uniquement le commandement opérationnel)

### Portugal
- Armée portugaise
  - Comandos (Commandos)
  - Operações Especiais (Portuguese Rangers)
  - Companhia de Precursores (Paratrooper Pathfinder Company, Precs)
- Marine
  - Destacamento de Ações Especiais (Special Actions Detachment, DAE)
  - Destacamentos de Mergulhadores Sapadores (Combat Divers Detachments)
- Police (Polícia de Segurança Pública & Garde nationale républicaine)
  - Grupo de Operações Especiais (Special Operations Group, GOE)
  - Companhia de Operações Especiais (Special Operations Company, COE)

## Q
- Haut – A
- B
- C
- D
- E
- F
- G
- H
- I
- J
- K
- L
- M
- N
- O
- P
- Q
- R
- S
- T
- U
- V
- W
- X
- Y
- Z

### Qatar
- Special Forces Airmobile Company, Barzan Camp, Doha

## R
- Haut – A
- B
- C
- D
- E
- F
- G
- H
- I
- J
- K
- L
- M
- N
- O
- P
- Q
- R
- S
- T
- U
- V
- W
- X
- Y
- Z

### République démocratique du Congo
- 10th Special Infantry Brigade

### République dominicaine
(avril 2021).
- Comando Especial Antiterrorista (Army CT unit)
- 1th Batallon de Comando
- 6th Mountain Rifle (Special Forces) Battalion, Constanza - detachments in each zone
- Ecological Battalion
- Training Battalion, San Isidro
- 9th Macheteros Battalion (special forces unit)
- Air Cavalry Battalion, San Isidro [UH-1H/Bell 205]
- Tracker Unit [K-9]
- Comandos Anfibios NAVALES
- (Navy Combat divers tasked with, among other things, counter-narcotics and hostage-rescue operations)
- Operciones Especiales de la Policia
- GAR (Grupo de Accion Rapida) Policia
- DNI (Division Nationale d'Investigation)

### République tchèque
(avril 2021).
- 7th Reconnaissance Battalion
- SOG (Special Operations Group)
- 601st Special Forces Group (601st SFG Official Website)

### Roumanie
- Detaşamentul de Intervenţie Rapidă (MApN)
- Recon
  - 528th Reconnaissance Battalion
  - 317th Reconnaissance Battalion
- Special Operations Command
  - Batalionul 1 Operaţii Speciale
  - Batalionul de Informatii (HUMINT)
  - Departamentul Operatiuni Psihologice (PSY OPS)
- Marine
  -     - 307th Marine Battalion
    - Scafandri de luptă (Combat Divers)

### Royaume-Uni
- United Kingdom Special Forces
  - Special Boat Service (Naval Service)[12]
    - C Squadron[12]
    - M Squadron[12]
    - S Squadron[12]
    - X Squadron[13][réf. à confirmer]

  - Special Boat Service (Reserve) (Naval Service)[14]
  - 21 Special Air Service (Reserve) (British Army)[15]
    - C Squadron[16]

  - 22 Special Air Service (British Army)[17]
    - 658 Squadron (Army Air Corps, British Army)[18]

  - 23 Special Air Service (Reserve) (British Army)[15]
    - B Squadron[19]
    - D Squadron[20]
    - G Squadron[21]

  - Special Reconnaissance Regiment (British Army)[22]
  - 18 Signal Regiment (Royal Corps of Signals, British Army)
    - 63 Signal Squadron (Reserve)[23][réf. à confirmer]
    - 264 Signal Squadron[24][réf. à confirmer]

  - Special Forces Support Group[25]
    - A Company (1st Battalion, Parachute Regiment, British Army)[26]
    - B Company (1st Battalion, Parachute Regiment, British Army)[26]
    - C Company (1st Battalion, Parachute Regiment, British Army)[26]
    - F Company (Royal Marines, Naval Service)[réf. souhaitée]

  - Joint Special Forces Aviation Wing[27]
    - 7 Squadron (Royal Air Force)[27]
    - 657 Squadron (Army Air Corps, British Army)[27]

### Russie
- Forces d'opérations spéciales russes
- Service fédéral de sécurité de la fédération de Russie (FSB)
  - Spetsgruppa Alpha (ou groupe Alpha, ou Alpha 2000)
  - Spetsgruppa Vympel (ou Group V)
- Service des renseignements extérieurs de la fédération de Russie (SVR)
  - Zaslon
- ministère de l'Intérieur (MVD)
  - Spetsgruppa Vityaz
  - OSNAZ (Rus)
  - ODON (Separate Operational Purpose Division)
  - OMON
  - OMSN (anciennement SOBR)
  - Berkout (Golden Eagles)
  - Kondor
- VDV
  - Brigades d'assaut aérien indépendantes
  - 45e brigade Spetsnaz de la Garde
  - Commando homme-grenouille russe
  - Saturne
  - Spetsnaz (Spetsialnoje Naznachenie)
    - Spetsnaz du GRU
    - Infanterie de marine Spetsnaz (Béret noir)

## S
- Haut – A
- B
- C
- D
- E
- F
- G
- H
- I
- J
- K
- L
- M
- N
- O
- P
- Q
- R
- S
- T
- U
- V
- W
- X
- Y
- Z

### Salvador
- Comando Especial Anti-Terrorista (CEAT)
- Grupo de Reacción Policial (GRP)
- Grupo de Operaciones Especiales (GOE)

### Serbie
- Army
- Special Brigade
  - 63rd Paratroop Battalion
  - 72nd Reconnaissance-commando Battalion
  - Anti-terrorist Battalion
- Marine
  - 93 River Center
- Police militaire
  - Battalion of Military Police Cobras
- Police
  - Gendarmerie (Serbie)
  - Specijalna Antiteroristička Jedinica (SAJ)
  - Protiv Teroristička Jedinica (PTJ)
  - UBPOK

### Singapour
- Armée
  - Singapore Armed Forces Commandos
    - Singapore Special Operations Force (SOF)
- Marine
  - Naval Diving Unit (NDU)
- Police
  - Singapore Police Force
    - Special Operations Command
      - Special Tactics and Rescue (STAR)

    - Police Coast Guard
      - Special Task Squadron (STS)

### Slovaquie
- Útvar Osobitného Určenia (ÚOU) (Útvar osobitného určenia Prezídia Policajného zboru)
- 5. Pluk Špeciálneho Určenia (5. PŠU)
- English; Special Task Force of National Anti-Drug Department - Slovakia

### Slovénie
- MORiS
- Enota za specialno delovanje (ESD)
- Specialna Enota Policije (SEP)
- Posebna Enota za Specialno Taktiko (PEST)

### Sri Lanka
- Armée
  - Sri Lanka Army Commando Regiment (CR)
  - Sri Lanka Army Special Forces Regiment (SF)
- Marine
  - Special Boat Squadron (SBS)
- Force aérienne
  - Sri Lanka Air Force Regiment Special Force
- Police
  - Special Task Force (STF)

### Soudan
- 144th Conter-Terrorist Unit (CTU)

### Suisse
- Armée suisse
  - Commandement des Forces Spéciales (CFS) / Kommando Spezialkräfte (KSK), principalement situé au Tessin (Monte-Ceneri, Isone, base aérienne de Locarno[28]
    - Détachement de Reconnaissance d'Armée 10 (DRA 10) / Armee-Aufklärungsdetachement 10 (AAD 10)
    - Compagnie d’éclaireurs parachutistes 17 / Fallschirmaufklärer Kompanie 17 (FSK17) (Forces aériennes) à la base aérienne de Locarno
    - Bataillons de grenadiers 20 et 30 à Isone
    - Détachement Spécial de la Police Militaire (Det Spec PM) / Militärpolizei Spezialdetachement (MP Spez Det) à Worblaufen)
- Police
  - Cougar, unité de la police neuchâteloise
  - DARD (Détachement d'action rapide et de dissuasion), unité de la Gendarmerie vaudoise
  - Edelweiss (Groupe d'intervention de la Police Cantonale Valaisanne)
  - GITE (Groupe d'intervention et tireurs d'élite), police cantonale du canton du Jura
  - GRIC (Groupe d'intervention de la police cantonale), Police cantonale genevoise
  - GRIF (Groupe d'intervention de la Police cantonale fribourgeoise)
  - Polizeigrenadiere, unité de la police cantonale grisonne
  - Sondereinheit Enzian, unité de la police cantonale bernoise
  - Skorpion, unité de la police municipale de Zurich
  - Tigris, unité de la police judiciaire fédérale
  - MEK Helvetia (Commando d’engagement mobile), unité du Corps des gardes-frontière

### Syrie
- Special Defence Companies

### Suède
- Armée
  - Särskilda Skyddsgruppen (Groupe de Protection Spéciale)
  - Särskilda Inhämtningsgruppen (Groupe de Reconnaissance Spéciale)
- Police
  - Nationella Insatsstyrkan (Unité de Police CT)

## T
- Haut – A
- B
- C
- D
- E
- F
- G
- H
- I
- J
- K
- L
- M
- N
- O
- P
- Q
- R
- S
- T
- U
- V
- W
- X
- Y
- Z

### Taïwan
- Armée
  - Aviation and Special Warfare Command
  - Airborne Special Services Company (ASSC)
  - 862nd Special Warfare Brigade
  - 101st Amphibious Reconnaissance Battalion (ROC Army Frogmen)
  - Underwater Demolitions Unit (UDU)(disbanded)
- Police Militaire
  - Special Services Company (Nighthawks Force)
- Marine
  - Special Service Company
- National Police Agency (NPA)
  - Air Police Corps
  - Special Police Corps
    - Wei-An Special Services Commando

  - Thunder Squad (Police CT unit)
- Coast Guard Administration (CGA)
  - Special Task Unit

### Thaïlande
- Royal Thai Special Forces
- Royal Thai Air Force Commando Company
- Royal Thai Marine Corps Amphibious Reconnaissance Battalion
- Royal Thai Navy SEALs
- Thai Royal Guard

### Tunisie
- Forces armées tunisiennes
  - Brigade des forces spéciales (BFS)
  - Groupe d'intervention et de protection (GIP)
    - Groupe d'intervention militaire (GIM)
    - Unités des forces spéciales (UFS)
    - Commandos de l'armée de l'air
    - Nageurs de combat
    - Régiments forces spéciales
    - Régiments para-commandos

  - Groupement territorial saharien (GTS)
  - Commandos marine : 51e régiment d'infanterie de commandos de marine
- Garde nationale
  - Unité spéciale de la garde nationale (USGN)
    - Nageurs de combat
    - Tireurs d'élite

  - Unité commandos de la garde nationale (BS1 & BS2) (UCGN)
  - Brigades rapides d'interventions : vingt brigades départementales
  - Antiterrorisme : cinq brigades régionales
- Police nationale
  - Brigade antiterrorisme
    - Tireurs d'élite

  - Brigade nationale d'intervention rapide (BNIR)
  - Brigade nationale de détection et de neutralisation d'explosifs
  - Brigade nationale de commandos de police (BNCP)
  - Brigade Canine (BCPN)[29]
  - Régiment groupes spéciales (RGS)
- Garde présidentielle
  - Groupe d'intervention et de protection (GIP)
  - Soutien opérationnel (SOGP)
  - Brigade d'intervention maritime
  - Groupe d'escorte
- Douanes
  - (BSR)
  - Unité maritime
  - Brigade canine
  - Brigade d'intervention rapide (BIR)
- Direction générale des prisons et de la rééducation
  - Groupe d'intervention (GIPR)
  - Commandos (CGPR)

### Turquie
- Bordo Bereliler
- Ozel Jandarma Komando Bolugu
- Su Alti Taarruz (SAT)
- Su Altı Savunma (SAS)
- Polis Özel Harekat (PÖH)
- Jandarma Özel Harekata (JÖH)
- Jandarma Özel Asayiş Komutanlığı (JÖAK)

## U
- Haut – A
- B
- C
- D
- E
- F
- G
- H
- I
- J
- K
- L
- M
- N
- O
- P
- Q
- R
- S
- T
- U
- V
- W
- X
- Y
- Z

### Ukraine
- Berkut (« Golden Eagles »)

## V
- Haut – A
- B
- C
- D
- E
- F
- G
- H
- I
- J
- K
- L
- M
- N
- O
- P
- Q
- R
- S
- T
- U
- V
- W
- X
- Y
- Z

### Vatican
- Gendarmerie de l'État de la Cité du Vatican
  - Groupe d'intervention rapide (GIR)
  - Unità Antisabotaggio

### Venezuela
- Brigada de Acciones Especiales (BAE)
- Grupo de Acciones Especiales (GAE, GAC)
- JCEF
- 5 División de Infantería de Selva
- 507 Batallón de Fuerzas Especiales « Coronel Domingo Montes »
- 107 Batallón de Fuerzas Especiales « General en Jefe José Gregorio Monagas »
- Comando de Operaciones Especiales « Generalísimo Francisco de Miranda »
- Unidad de Fuerzas Especiales

### Vietnam
- Đặc công (Special Attack Unit)

## Z
- Haut – A
- B
- C
- D
- E
- F
- G
- H
- I
- J
- K
- L
- M
- N
- O
- P
- Q
- R
- S
- T
- U
- V
- W
- X
- Y
- Z

### Zimbabwe
- One Commando Regiment
- One Parachute Regiment
- Combat Diving Unit
- Special Air Service
- Anti Terrorism Unit
- Boat Squadron